# Snek
Snek је интерпретирани програмски језик заснован на Пајтону дизајниран за покретање на уграђеним системима. Дизајниран је за едукацију и може да се покрене са 2 килобајта RAM-а. 